# Pietà Limanowska
Pietà Limanowska – drewniana figura - Pietà (Matki Bożej Bolesnej z Jezusem) znajdująca się w ołtarzu głównym bazyliki Matki Boskiej Bolesnej w Limanowej.

## Historia
Figura przywieziona została według historii z Węgier w roku 1545 i umieszczona na przydrożnej lipie we wsi Mordarka (obecnie Limanowa). Nastąpiło to przypuszczalnie w czasie reformacji, gdy kalwinizmu usuwał z kościołów węgierskich wszelkie obrazy i figury.
Rzeźba została wykonana z jednolitego pnia drewna lipowego, jest polichromowana, na odwrocie wydłutowana. Anonimowy artysta przedstawił postać Maryi w ujęciu frontalnym, siedzącą na ławie i trzymającą w ramionach martwe ciało Syna o znacznie pomniejszonych w stosunku do Maryi rozmiarach. Jest to tzw. Pietà – Radosna, rzeźba na „wpół ludowa”. Wysokość figury to ok. 90 cm (z koroną dochodzi do 1 m).
Miejscowa ludność wybudowała dla rzeźby kaplicę we wsi Mordarka. Kaplica stoi do dzisiaj w tym samym miejscu i nosi nazwę Kaplica Łask. Dokumenty historyczne notują wielką cześć jaką cieszyła się Pietà limanowska – świadczą o tym liczne wota i podziękowania za nadzwyczajne łaski wypraszane za pośrednictwem Matki Bożej Bolesnej.
W 1753 roku z polecenia biskupa krakowskiego Załuskiego cudami słynąca figura została przeniesiona do kościoła parafialnego. Od tego czasu kult Matki Bożej Bolesnej stał się jeszcze żywszy. Za przyczyną Bolesnej Matki limanowskiej ludzie doświadczają wielu łask o czym świadczą liczne wpisy do Księgi Łask, w której w przeciągu tylko 20 lat zapisano ponad 800 podziękowań za otrzymane łaski, a przede wszystkim za przywrócone zdrowie.
Kroniki podają, że w 1914 roku artyleria ostrzeliwała długo i ciężko dopiero co wybudowany kościół w Limanowej, wszystkie jednak pociski omijały świątynię. Po tym wydarzeniu sami żołnierze opowiadali: „Pani we mgle zasłaniała nam kościół”. Ci właśnie żołnierze wstępowali późnej do domów i mówili wskazując na obraz Matki Bożej limanowskiej: „Nie bójcie się - Ta Pani was obroni”. 
Pietę koronował w 1966 roku Karol Wojtyła, a po kradzieży korony - 28 maja 1981 r. - rekoronował ją na błoniach krakowskich jako papież Jan Paweł II 22 czerwca 1983 roku. Rzeźba przetrwała do naszych czasów w dobrym stanie; zawdzięczać to należy m.in. rozwiniętemu kultowi jaką ją otaczano. Świadczą o tym liczne wota z XVII i XVIII wieku, a szczególnie cenne z ostatnich stuleci.
Obecnie pietà znajduje się w prezbiterium kościoła limanowskiego za szybą kuloodporną.

## Kult Maryi
Figura jest czczona przez liczne nabożeństwa w sanktuarium limanowskim: w każdą środę odbywa się nowenna do Maryi Bolesnej, w każdy piątek Msza św. wotywna o NMP Bolesnej, Koronka do Matki Boskiej oraz Droga Siedmiu Boleści NMP. Od maja do października w I sobotę miesiąca odbywa się różaniec fatimski na rynek limanowski. Odpust odbywa się w piątek przed Niedzielą Palmową oraz tygodniowy od 15 do 22 września. Kult Matki Bożej Bolesnej w Limanowej wciąż trwa. W sanktuarium gromadzi się wielu pielgrzymów z całej Polski i z zagranicy. 